# Pulau Simatang
Pulau Simatang är en ö i Indonesien.   Den ligger i provinsen Sulawesi Tengah, i den norra delen av landet, 1 700 km nordost om huvudstaden Jakarta. Arean är 23,0 kvadratkilometer.
Terrängen på Pulau Simatang är platt. Öns högsta punkt är 264 meter över havet. Den sträcker sig 7,8 kilometer i nord-sydlig riktning, och 4,0 kilometer i öst-västlig riktning.